# Hydrelia subobliquaria
Hydrelia subobliquaria là một loài bướm đêm trong họ Geometridae.